# Rumpler C.IV
Pour l’article homonyme, voir Rumpler.
Le Rumpler C.IV est un avion militaire de la Première Guerre mondiale allemand, spécialisé dans les missions de reconnaissance.

## Description

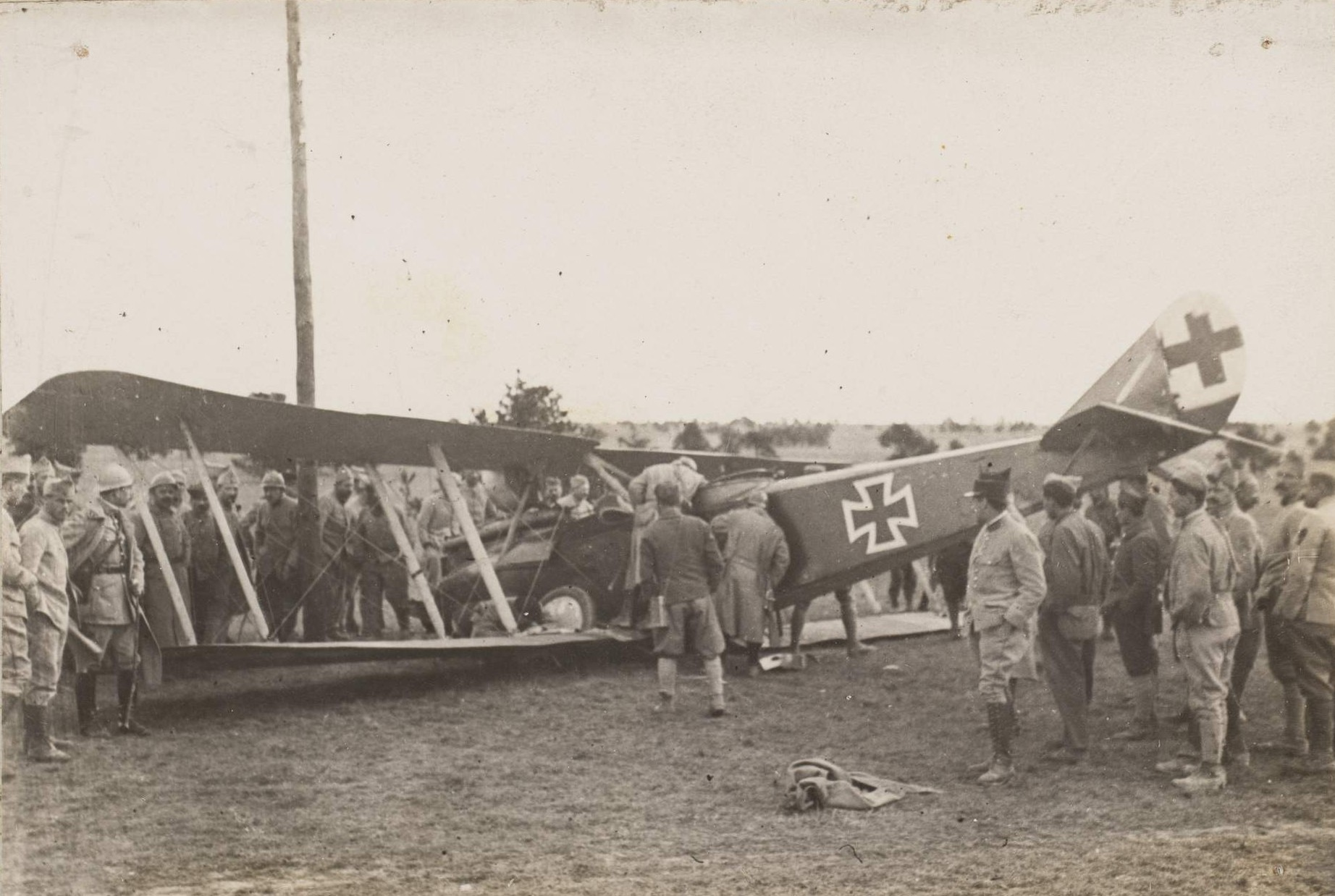
Rumpler C.IV abattu par l'adjudant Garaud de l'aviation française.

Le C.IV fut le second modèle de type "C" (reconnaissance) conçu par Edmund Rumpler, et un développement du C.III, avec une silhouette plus raffinée, des surfaces de queue différentes, et un moteur Mercedes D.IVa (contre un Benz Bz.IV pour le C.III). En plus de la société mère, l'avion fut également produit sous licence par Pfalz Flugzeugwerke en tant que "Pfalz C.I".
Une autre variante de la conception de base était le Rumpler 6B-2, un chasseur-hydravion monoplace équipé d'un moteur Mercedes D III de 120 kW (160 ch), produit pour la Kaiserliche Marine (marine impériale).
Pour un avion de reconnaissance biplace, le Rumpler C.IV avait d'excellentes performances qui lui permirent de rester en service en première ligne jusqu'à la fin de la Première Guerre mondiale, sur le front ouest, en Italie, en Palestine.
Son plafond maximum de 6 400 mètres, pour une vitesse d'environ 170 km/h, lui permettait d'effectuer des reconnaissances tout en étant difficile à atteindre par les chasseurs alliés. Ces performances les mettaient hors de portée des chasseurs britanniques de l'époque. Toutefois ils n'étaient pas invulnérables : les chasseurs SPAD S.VII de l'aviation française à moteur surcomprimé de 180 ch pouvaient atteindre l'altitude de 5 000 mètres en 19 minutes, et y voler à 185 km/h, avec un plafond de 6 500 mètres. L'as français Georges Madon patrouille régulièrement à ces altitudes et affiche plusieurs Rumpler C.IV à son tableau de chasse, dont un qu'il capture intact le 24 octobre 1917.
La situation empira pour les Alliés avec l'apparition fin 1917 du Rumpler C.VII, dont le plafond maximum était de 7 300 mètres, pour une vitesse d'environ 160 km/h : l'équipage bénéficiait de combinaisons chauffantes et d'un système d'alimentation en oxygène.

## Suisse
La Confédération helvétique achète en mars 1920 un exemplaire en Allemagne par l’intermédiaire de la commission de contrôle alliée pour des relevés topographiques et l'entrainement des observateurs. Dès les premiers vols l'hélice se desserre et engendre de graves vibrations détruisant l'échappement. Muni d'une autre hélice et d'un nouvel échappement. l'avion reprend du service mais la cellule est tellement fatiguée qu'il est réformé en juin 1921.